# سناء شافع
الدكتور سناء شافع (25 يناير 1943 - 12 أغسطس 2020) ممثل ومخرج مسرحي مصري. وهو أيضاً أكاديمي حيث عين مدرسا بأكاديمية الفنون في عام 1977 ثم أستاذ في المعهد العالي للفنون المسرحية ثم أصبح عميداً له، وتولى منصب مدير مسرح الطليعة عام 1974.
قدم العديد من الأعمال الفنية في التلفزيون والسينما والمسرح، حيث أخرج مسرحية (دون كيشوت) عام 1975، من أشهر أعماله السينمائيه دوره في فيلم (حتى لا يطير الدخان) وفيلم (فوزية البرجوازية)، وشارك في العديد من المسلسلات التلفزيونية.

## حياته
ولد في قرية موشا بمحافظة أسيوط بصعيد مصر عام 1943.
كانت بداية سناء شافع مع المسرح حينما انضم إلى فرقة مسرح التلفزيون في عام 1962، بعد ذلك التحق بفرقة المسرح العالمي في العام التالي ليقدم العديد من المسرحيات كممثل مثل «المتحذلقات، الحيوانات الزجاجية وأنتيجونا».
وفور تخرجه في معهد الفنون المسرحية سافر سناء شافع إلى ألمانيا الشرقية عام 1959 لإستكمال دراسته الأكاديمية، ومن ثم  حصل «سناء» على منحة من وزارة الثقافة الألمانية للحصول على دبلوم في الإخراج المسرحي والدراماتورج بدراسة عن المسرح الألماني و«مسرح بريخت» بفرقة برلين إنسامبل، وكذلك في دراسته الدراما الموسيقية عن «أوبرا برلين» في عام 1972.
وكانت أولى تجارب الإخراج المسرحي للفنان سناء شافع في عام 1972 بعد عودته من دراسته ليكون مخرجا لمسرحية «إللي رقصوا على السلم» لـ فرقة المسرح الكوميدي عام 1972، وأخرج عدة مسرحيات بعد ذلك في مسارح الدولة ومن أهمها مسرحية «دون كيشوت» والتي عرضت في عام 1975.

## مناصب
تولى العديد من المناصب، ففي عام 1972 تم تعيينه بالمسرح القومي ثم تولى بعد ذلك منصب مديرمسرح الطليعة منذ عام 1974 وحتى 1975، كما قام بتدريس مادتي التمثيل والإخراج بالمعهد العالي للفنون المسرحية، وعين مدرسا بأكاديمية الفنون في عام 1977، ليتولى بعد ذلك منصب عميد المعهد العالي للفنون المسرحية خلال الفترة من 1987 حتى عام 1990.

## حياته الشخصية
تزوج أكثر من 9 مرات منهم اثنين من الوسط الفني وهن: الممثلة ناهد جبر، والممثلة ندى بسيوني.

## من أعماله

### المسلسلات
| - خط ساخن 2020 - ليالينا 80 2020 - بحر: 2019 - رمضان كريم:2017-ضيف شرف - الأستاذ بلبل وحرمه:2017-ضيف شرف - لا تطفئ الشمس:2017-سالم الزيات - الوتر:2017 - الحصان الأسود:2017-جلال - وضع أمني:2017-ضيف شرف - الأب الروحي:2017-جلال العلايلي - أهل التكية:2017 - قصر العشاق:2017 - الجماعة (ج2):2017-الشيخ عبد الحميد دراز - ليالي الحلمية (ج6):2016-هاني مراد - الميزان:2016-المحامي مصطفى الخولي - الخروج:2016-محمود (ضيف شرف) - راس الغول:2016-اللواء شوقي - القيصر:2016-الإرهابي إسماعيل المعتصم - شهادة ميلاد:2016-يحيى نصير - ألف ليلة وليلة:2015-معروف الزقزاق - بعد البداية:2015-والد منى/سياسي معروف - ولاد السيدة:2015-جلال المغربي - خليل الله:2015 - أوراق التوت:2015 - أريد رجلًا (ج1، 2):2015 | - العملية ميسي:2014-د. منير - فيفا أطاطا:2014 - الصياد:2014-فيصل غلاب - مكان في القصر:2014-عزيز - السيدة الأولى:2014 - خيبر:2013-شاس بن قيس - فض اشتباك:2013 - أهل الهوى:2013 - حكاية حياة:2013-عزت - فرح العمدة:2012 - حارة خمس نجوم:2012 - الإمام الغزالي:2012-ريمون - الخفافيش:2012 - باب الخلق:2012-شيخ الجماعة في مصر - الصفعة:2012-الجنرال أدان - إبن موت:2012 - الشوارع الخلفية:2011 - سقوط الخلافة:2010-ضيف شرف - موعد مع الوحوش:2010 - مش ألف ليلة وليلة:2010-ضيف شرف - بالشمع الأحمر:2010 - فستان فرح:2009 | - دموع في نهر الحب:2009 - الهاربة (ج1):2008 - عزيز على القلب:2008 - حنان وحنين:2007 - القرار:2007 - حضرة المتهم أبي:2006 - على باب مصر:2006-الطوسي - دقات الساعه:2000-والد اماندا - أوقات خادعة:1999 - همام يبحث عن همام:1999 - حلم الجنوبي:1997-د. محسن - هارون الرشيد:1997-نقفور - جمهورية زفتى:1997 - دوائر الحب والوهم:1996 - ساكن قصادي (ج2):1996-ضيف الحلقات - أنا وزوجتي والنصاب:1996 - عريس من باريس:1996 - ليالي الحلمية (ج5):1995-هاني مراد - الزيني بركات:1995-الأمير قانباي - أولاد الأصول:1995 - عمر بن عبد العزيز:1994-سرجون الرومي - الفرسان:1994-حنا ديبريان | - صباح الخير يا جاري:1994 - هنادي:1993 - المحاكمة:1993 - دموع صاحبة الجلالة:1993-سعد كمال - غاضبون وغاضبات:1993 - مغامرات زكية هانم:1992-ضيف الحلقات - ساعة ولد الهدى:1992 - أنا وأنت وبابا في المشمش:1989-مدحت السرنجاتي - مكان في القلب:1988 - مولود في الوقت الضائع:1988 - سجن أملكه:1987 - برج الاكابر:1987 - اسم العائلة:1986 - حارة الشرفا:1986 - أولاد آدم:1986-عز الابن - رسول الإنسانية:1985 - مبارك:1985-ضيف شرف - فارس الأحلام:1979 - لا تطفئ الشمس:0 - الإسلام حضارة:0 - أنا وبعدي الطوفان:0 - إبن عمار:0 |

| \| - سمارة الأمير:1992-مروان أمين - السجينة 67 :1992 - مسجل خطر:1991-صفوت شلبي - الخط الساخن:1986 - الموظفون في الأرض:1985-شوقي \| - عندما يأتي المساء:1985-توفيق - فوزية البرجوازية:1985-إبراهيم - حتى لا يطير الدخان:1984-روؤف مراد - عندما تشرق الأحزان: - مرآة في الكف: \| | - القصة المزدوجة للدكتور بالمي - دون كيشوت:1975-إخراج - يا سلام على كده: إخراج                                                           |
| - سمارة الأمير:1992-مروان أمين - السجينة 67 :1992 - مسجل خطر:1991-صفوت شلبي - الخط الساخن:1986 - الموظفون في الأرض:1985-شوقي | - عندما يأتي المساء:1985-توفيق - فوزية البرجوازية:1985-إبراهيم - حتى لا يطير الدخان:1984-روؤف مراد - عندما تشرق الأحزان: - مرآة في الكف: |

| \| - أوراق رسمية:2016-نجيب الجدواني - فرقة سيكا:2016 - حب لا يموت:2015 - قصة حبي:2010 - العودة \| - بالحب نحيا سعداء - رد قلبي - أغرب القضايا: قضية مقتل ابن العمدة+قضية سرقة أرباح الشركة - رحلة الليل - هذا الوجه الآخر \| | - العطاء:1983-ضيف الشرف - الأب:1981- - الحلقة المفقودة: المقدم طلعت غنيم                                                | - مساء الفن: 2016 - بمناسبة ومن غير مناسبة |
| - أوراق رسمية:2016-نجيب الجدواني - فرقة سيكا:2016 - حب لا يموت:2015 - قصة حبي:2010 - العودة | - بالحب نحيا سعداء - رد قلبي - أغرب القضايا: قضية مقتل ابن العمدة+قضية سرقة أرباح الشركة - رحلة الليل - هذا الوجه الآخر |                                            |

## وفاته
توفي في 12 أغسطس 2020 على إثر أزمة صحية تعرض لها في منتصف شهر يوليو، عن عمر 77 عامًا.

## روابط خارجية
- سناء شافع على موقع الدهليز
- سناء شافع على موقع قاعدة بيانات الأفلام العربية